# Attilio Rota
Pour les articles homonymes, voir Rota.
Attilio Rota, né le 29 avril 1945 à Clusone (Lombardie), est un coureur cycliste italien, professionnel de 1969 à 1980.

## Palmarès

### Palmarès amateur
- 1967
  - 2e du Tour du Frioul-Vénétie julienne
- 1968
  - Gran Premio della Liberazione

### Palmarès professionnel
- 1969
  - Milan-Vignola
  - 3e du Tour de Toscane
- 1970
  - 2e du Sassari-Cagliari
- 1977
  - 3e du Grand Prix de Larciano

## Résultats sur les grands tours

### Tour de France
2 participations
- 1974 : abandon (14e étape)
- 1976 : 36e

### Tour d'Italie
11 participations
- 1969 : 41e
- 1970 : 16e
- 1971 : 60e
- 1972 : 54e
- 1973 : abandon (5e étape)
- 1974 : 58e
- 1975 : 37e
- 1976 : 46e
- 1978 : 54e
- 1979 : 35e
- 1980 : 44e